# Solomon Airlines
Solomon Airlines, in der Außendarstellung auch nur Solomons, ist die nationale Fluggesellschaft der Salomonen mit
Sitz in Honiara und Basis auf dem Flughafen Honiara.

## Geschichte

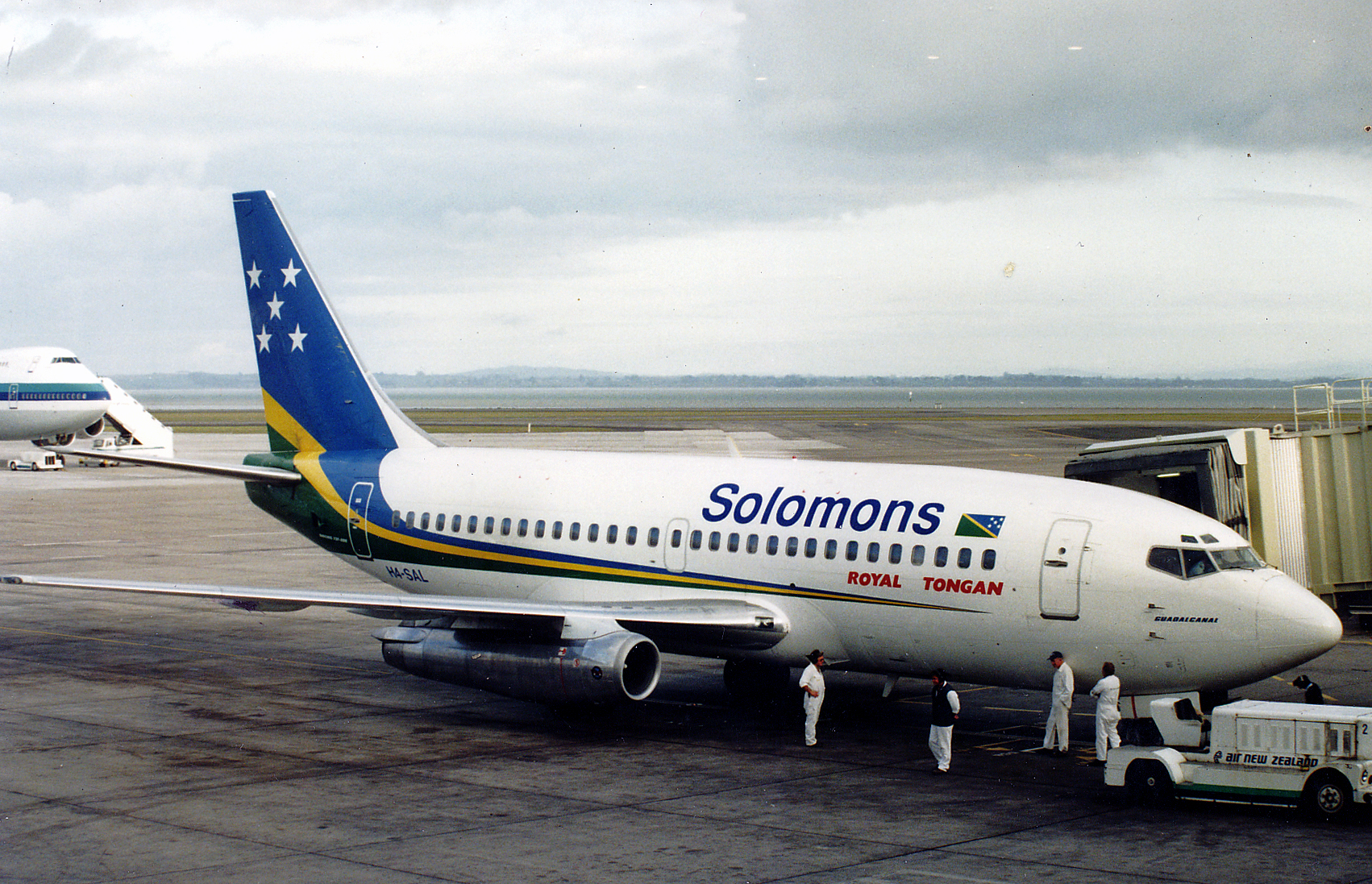
Boeing 737-200 der Solomon Airlines im Jahr 2000

Solomon Airlines wurde 1962 von Laurie Crowley als Charterfluggesellschaft Megapode Airlines gegründet, da es zu der Zeit keine kommerzielle Fluggesellschaft auf den Salomonen gab. Er begann Charterflüge mit einer Piper Aztec von Papua-Neuguinea zu den Salomonen.
Im Jahr 1968 wurde Megapode Airlines von Macair aus Papua-Neuguinea gekauft und in Solmon Islands Airways umbenannt. Bekannt war die Gesellschaft meist unter den Akronym SOLAIR. Nach dem Kauf durch Macair begann SOLAIR mit Passagier Linienflügen und wurde die kleinste internationale Fluggesellschaft der Welt mit Flügen zu den Inseln Bougainville, Papua-Neuguinea. Die Flotte umfasste zwei de Havilland DH.104 Dove und zwei Beechcraft Barons.
Im Jahr 1975 wurden Macair und SOLAIR von Talair aufgekauft und die Flotte erhielt neun Beechcraft Model 80 Queen Air. 1976 erwarb die Regierung der Salomonen 49 % der Gesellschaftsanteile mit dem Vorkaufsrecht der restlichen 51 % Anteile innerhalb von fünf Jahren.
In den nächsten fünf Jahren wuchs die Gesellschaft langsam, aber stetig. Mit einer neuen Fairchild Swearingen Metro wurde das Netz um die Verbindung nach Vanuatu erweitert. 1984 wurden von der Regierung die restlichen Anteile der Gesellschaft übernommen und zwei de Havilland DHC-6 Twin Otter und eine Embraer EMB 110 von Talair geleast, aber kurz nach der Übernahme wieder zurückgegeben.
Die Übernahme wurde von den Mitarbeitern mit großer Skepsis aufgenommen und viele verließen die Gesellschaft, einschließlich einiger Führungskräfte. Dadurch wurde die Regierung zur Neuausrichtung der Gesellschaft gezwungen und man investierte als erstes 2 Millionen US-Dollar zum Kauf zweier de Havilland DHC-6-300. Die Gesellschaft erhielt den offiziellen Namen Solomon Airlines.
Es folgte ein Joint Venture mit Qantas Airways und bei Solomon Airlines begann das Jet-Zeitalter mit einer von Air Pacific geleasten Boeing 737. Auch mit Air Pacific folgte ein Joint Venture. 1989 entschloss sich Air Pacific, die Boeing 737 durch eine Boeing 767 zu ersetzen, um internationale Strecken bedienen zu können. Dadurch wurde Solomon Airlines gezwungen, eine neue Maschine bei ILFC zu leasen.
Im Jahr 1999 brach auf den Salomonen ein Bürgerkrieg aus. Durch UN-Sanktionen musste Solomon Airlines ihre internationalen Strecken aufgeben. Die Gesellschaft durfte nur noch eine Strecke bedienen und entschied sich für die Verbindung nach Brisbane.
Heute hat die Gesellschaft die Folgen des Bürgerkrieges überstanden und bedient Flugziele in näherer Reichweite des Pazifischen Ozeans, als auch die Strecke nach Brisbane.

## Flugziele
Solomon Airlines bedient von Honiara internationale Ziele in Ozeanien sowie Sydney in Australien. Regional werden die Salomon-Inseln angeflogen. Zur Förderung des Fremdenverkehrs wurde von Solomon Airlines 2019 eine direkte Flugverbindung wöchentlich einmal zwischen Brisbane und Munda eingerichtet.
Darüber hinaus bestehen Codeshare-Abkommen mit Air Kiribati und Fiji Airways.

## Flotte

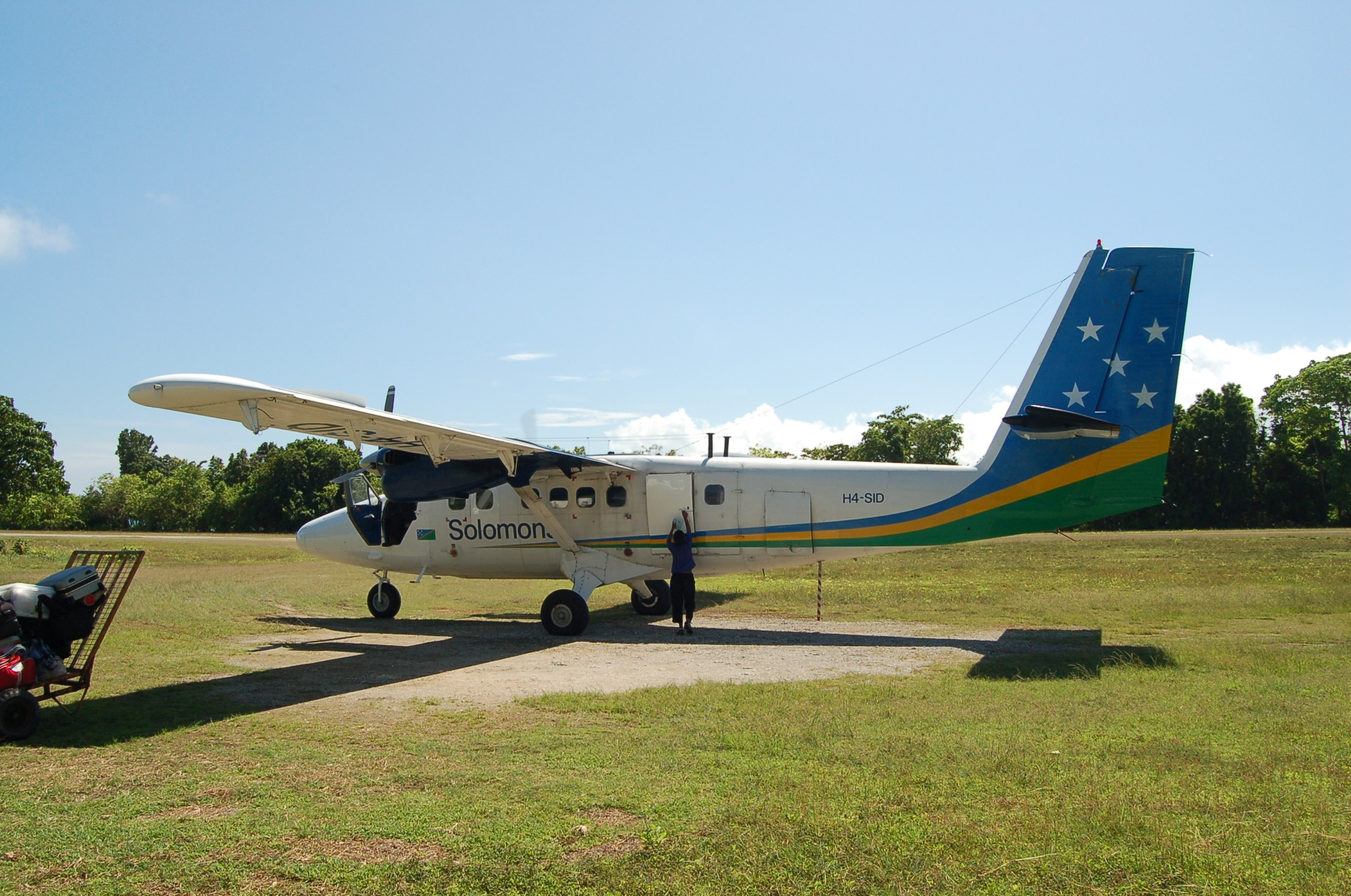
de Havilland Twin Otter der Solomon Airlines im alten Farbschema

Mit Stand Februar 2023 besteht die Flotte der Solomon Airlines aus zwei Flugzeugen mit einem Durchschnittsalter von 24,8 Jahren:
| Flugzeugtyp            | Anzahl | bestellt | Anmerkungen                                           | Sitzplätze |
| ---------------------- | ------ | -------- | ----------------------------------------------------- | ---------- |
| Airbus A320-200        | 1      |          | derzeit (Mai 2023) wegen Triebwerksproblemen inaktiv. | 136        |
| de Havilland DHC-6-300 | 1      |          |                                                       | 18         |
| gesamt                 | 2      | –        |                                                       |            |

## Ehemalige Flugzeugtypen
- de Havilland Canada DHC-8-100